# Kim Do-hoon
Kim Do-hoon (ur. 21 lipca 1970 w Tongyeong) – południowokoreański piłkarz i trener, reprezentant kraju grający na pozycji napastnika.

## Kariera klubowa
Jako piłkarz grał w takich klubach jak Sangmu, Jeonbuk Hyundai Motors, Vissel Kobe, Jeonbuk Hyundai Motors i Seongnam Ilhwa Chunma.

## Kariera reprezentacyjna
Karierę reprezentacyjną rozpoczął w 1994. Został powołany na MŚ 1998 oraz Puchar Konfederacji 2001. Po raz ostatni w reprezentacji zagrał w 2003, dla której wystąpił w 72 spotkaniach i strzelił 30 bramek.

## Kariera trenerska
Od 2005 do 2012 pracował jako asystentem trenera w klubie Seongnam Ilhwa Chunma. W 2013 pełnił tę samą funkcję w Gangwon FC. W 2014 przez kilka miesięcy był opiekunem Reprezentacji Korei Południowej U-20. Od 2015 trenuje Incheon United FC.